# ذا ليجند أوف زيلدا

شعار اللعبة

أسطورة زيلدا (بالإنجليزية: The Legend of Zelda ؛ باليابانية: ゼルダの伝説، زيرودا نو دينسيتسو) هي سلسلة ألعاب فيديو من إنتاج نينتندو، ومن إبتكار المبرمج الياباني شيجيرو مياموتو. قصة اللعبة تدور في عالم هايرول (Hyrule) الخيالي، رغم أن بعض الأحداث حدثت في مناطق أخرى. يختلف أسلوب اللعب حسب اللعبة، فمنها الآكشن، والمغامرات، وتعاقب الأدوار (RPG)، وحل الألغاز، وأحياناً بها عناصر ألعاب المنصات (Platformers). تعد من أشهر سلاسل الألعاب وأنجحها على الإطلاق، وتعتبر السلسلة الأنجح لدى ننتيندو مع كل من سوبر ماريو وميترويد.
حتى سبتمبر 2005، تم بيع أكثر من 47 مليون نسخة من ألعاب زيلدا. وفقًا للقصص في الألعاب، منذ زمن بعيد هبطت ثلاث إلاهات من مكان بعيد وكونْنَ عالم هايرول.
بعد أن تم عملهم، تركت الإلاهات شيءً سحريًا يسمى القوة الثلاثية التي تستطيع منح مستخدمها أُمنية واحدة.يتألف من ثلاثة مثلثات ذهبية (كل واحد منها يسمى «قوة ثلاثية»-مثلث من الحكمة،-مثلث من القوة،-مثلث من الشجاعة). لأن المثلث كان غير حي ولا يستطيع التفريق بين الطيبة والشر، وضعت الإلاهات القوة الثلاثية في عالم يسمى بـ«الأرض الذهبية» (أو «أرض مقدّسة»)، على أمل أن يجده شخص قدير يومًا ما.
وفقًا للأسطورة، إذا كان لمكتشف القوة الثلاثية توازن في القوة، والحكمة، والشجاعة، سوف يحصل على القوة الثلاثية كلها. وإذا كان غير متوازن فيها، سوف يحصل على الجزء الذي يمثله في صفاته أكثر من غيره.
الترايفورس تفرقت لأول مرة في أُكارينة الزمن، حيث ترايفورس القوة كان مع جانون وترايفورس الحكمة مع الأميرة زيلدا وتريافورس الشجاعة كان مع لينك.
في مغامرة لينك، ترايفورس الشجاعة ظهر لأول مرّة، يأخذه لينك في نهاية بحثه. اتصال بالماضي أظهر الترايفورس لكنه لم يذكر عن نوعياته الثلاثة أو تفريقه وأخذ جانون له.

## الشخصيات

### لينك (Link)

لينك

الشخصية الرئيسية لسلسلة ألعاب أسطورة زيلدا. هو من أرض هايرول الخيالية. عمره يتراوح بين 7 إلى 18 عام، حسب اللعبة. يجول لينك في كافة أنحاء عالم هايرول لمحاربة قوى الشر، وعلى رأسهم «غانون» أو «غانوندورف» (Ganondorf). لكي يهزمه يحتاج إلى نوع معين من السيوف يدعى "Master Sword"، الذي يحصل عليه بعد القتال طويلاً باستخدام السيوف والدروع وغيرها من أسلحة.

### زيلدا (Zelda)
الأميرة زيلدا هي واحدة من العائلة الملكية في هايرول. رغم أن السلسلة تحمل اسمها، إلا أن الشخصية الرئيسية هي لينك. بطريقة ما تم اختطافها وحبسها بواسطة غانون. ظهرت في بعض الألعاب كحكيمة. لا يمكن اللعب بهذه الشخصية في ألعاب زيلدا. كما أن لها قوى سحرية وميدانية. أخذ اسمها من الروائية الأمريكية «زيلدا فيزجيرالد».

### إيمبا (Impa)
إيمبا هي الناظرة الخاصة بالأميرة زيلدا. ظهرت في عدة ألعاب منذ الجزء الأول، حين أنقذها لينك من مجموعة وحوش «أوكتوروك».

### الجنيات العظيمات (Great Fairies)
ظهرت الجنيات في معظم ألعاب زيلدا منذ لعبة «وصلة للماضي» (A Link to the Past). تقوم الجنيات بمساعدة لينك، فمثلاً يقمن بزيادة طاقته أو سحره أو إعطائه أدوات.

### مالون (Malon)
مالون هي فتاة، ظهرت في السلسلة منذ لعبة «أكرينة الوقت». يمكن الالتقاء بها في مزرعة لون لون (Lon Lon Ranch) حيث تعمل مع والدها تالون (Talon).

### تينغل (Tingle)
ظهر تينغل منذ لعبة «قناع ماجورا» (Majora's Mask)، كما أنتجت له لعبة خاصة مؤخراً لجهاز نينتندو دي أس. وهو رجل قصير يبلغ من العمر 35 عام، دائماً ما يكون قلقاً على جنيات الغابة. زيه مشابه نوعاً ما بلباس لينك، الشخصية الرئيسية. وهو أقصر من لينك بحوالي قدم واحد في لعبة «موقظ الرياح» (The Wind Waker)، رغم أنه بدا أطول نوعاً ما في بعض الألعاب الأخرى.

### كيتون (Keaton)
كيتون هي ثعالب ذهبية، ظهرت منذ لعبة «قناع ماجورا» (Majora's Mask). لها ثلاثة أذيال، أطرافها ذات لون أسود. تتميز بالعيون الضيقة المغلقة. هم لا يظهرون إلا لمن يرتدي قناع كيتون.

### ميدنا (Midna)
ميدنا شخصية جديدة تظهر لأول مرة في لعبة أميرة الغسق (Twilight Princess). وهي من سكان عالم الغسق (Twilight Realm). قررت التحالف مع لينك لمحاربة قوى الشر. ميدنا تختفي حالما يدخل لينك عالم هايرول. تساعد لينك الذئب (Wolf Link) بإطلاق السحر على الأعداء لكي تسهل عليه عملية قتلهم.

### جانون (Ganon)
جانون أو جانوندورف هو العدو الرئيسي في سلسلة ألعاب زيلدا. ولد جانون لقبيلة «جيرودو» (Gerudo)، وهدفه هو الحصول على القوى الثلاثية (Triforce) أو أي مصدر آخر للطاقة. يعرف بكثرة تحايله ودهائه، حيث خدع «أغانيم» (Agahnim)، و«فآتي» (Vaati) عدة مرات، وحتى «لينك». ظهر منذ أول لعبة في السلسلة، وتختلف شخصيته من لعبة لأخرى.

### أغانيم (Agahnim)
أغانيم شخصية قوية، بسبب مهاراته السحرية والشعوذة. ظهر لأول مرة في لعبة «وصلة للماضي» (A Link to the Past).

### توينروفا (Twinrova)
الأختان توينروفا هما ساحرتان تظهران في ألعاب زيلدا منذ «أكرينة الوقت» (Ocarina of Time). الاسم «توينروفا» يعني «التوأمين العجوزين». وهما من قبيلة «جيرودو» (Gerudo) الخيالية. تقوم الأولى (كوتاكي) بالسحر الثلجي، أما الأخرى (كومي) فتقوم بالسحر الناري. تقومان عادة بغسل دماغ الآخرين لكي يخضعوا لغانون.

### ماجورا (Majora)
قناع ماجورا هو العدو الرئيسي في لعبة "Majora's Mask". له قوى شيطانية، كما يستطيع التحول ويقوي قدرات لابس القناع. يجعل ماجورا أعدائه غالباً يتألمون عاطفياً.

### فيران (Veran)
فيران هي العدوة الرئيسية في لعبة أسطورة زيلدا: وحي السنين (Oracle of Ages). تلقب بـ «ساحرة الظلال»، ولها القدرة على التحكم بالأشخاص. اختطفت «نايرو» (Nayru)، وسافرت معها عبر الزمن. بعد أن أطلقت سراحها، حبست «الملكة أمبي» (Queen Ambi) وهربت للبرج الأسود (Black Tower) الحديث. في المعركة الأخيرة ضد لينك، تحولت لشكلها الأصلي وهو شبيه بالجنيات، وبعد عدة تحولات هزمت أخيراً.

### أونوكس (Onox)
أونوكس شخصية ظهرت في لعبة أسطورة زيلدا: وحي الفصول (Oracle of Seasons). يلقب بـ «جنرال الظلام»، قام أونوكس بخطف «دن» (Din)، واستخدم قواها لتحويل عالم هولوردم (Holodrum) إلى أرض قاحلة. حينما أراد لينك مقاتلته، تحول لشكله الحقيقي الشيطاني، وهو تنين مدرع يسمى «التنين المظلم» (Dark Dragon). ولكنه انهزم أخيراً أمام لينك.

### فآتي (Vaati)
فآتي شخصية عدائية تظهر في ألعاب زيلدا، وهو عبارة عن ولد من المينش لكنه له لون بنفسجي فاتح يستطيع التحول إلى كرة لها عين واحدة. بالنسبة للقصة، يعد ثاني أهم عدو بعد غانون.

### دِن (Din)
دِن، الإلهة النارية الحمراء، بيديها الحمراوين القويتين، خلقت الأرض الحمراء.

### نايرو (Nayru)
نايرو، الإلهة الجميلة الزرقاء، استخدمت حكمتها الإلاهية على الأرض وخلقت السماوات لتعطي العدل والنظام للعالم، ولإرشاد الناس في غياب الإلاهات.

### فارور (Farore)
فارور، الإلهة الخضراء الوديعة نشرت قواها في هايرول لخلق كائنات شجاعة لتتّبع العدل.

### يوقا (Yuga)
يوقا، شخصية شريرة ظهرت في «وصلة بين العالمين» يملك عصاة سحر تشبه فرشاة الرسم، وهو قادر على تحويل الناس إلى صور ثنائية الأبعاد.

### ذا ليدي (The Lady)
ذا ليدي، العدو الرئيسي في جزء «أبطال القوى الثلاثية».

### غيريهم (Ghirahim)
غيريهم، هو العدو الرئيسي في «اليسف المنحني إلى السماء»، سيد الظلام الذي يرأس الأرض .

## الأجناس
- البشر: ومنهم سكان هايرول (Hyrule)، والهايليانز (Hylians)، وشيكا (Sheikah)، وجيرودو (Gerudo)، وسكان ترمينا (Termina)، وأوردون (Ordon).
- زورا (zora)وهي مخلوقات مائية زرقاء جسمها كالإنسان ولكن لها زعانف بدل اليدين وتسبح وتغوص في الماء بمهارة.
- ديكو (Deku)وهي مخلوقات قبيحة صغيرة تشبه الأشجار وسلاحها قذائف من ثمار الجوز.
- غورون (Goron)وهي مخلوقات صخرية تسكن أعالى الجبال وتأكل الصخور وهي قوية جدًا تحطم الأحجار بكل سهولة.
- كوكيري (Kokiri) وهم جان الغابة الصغار التي تحمل نفس الاسم (كوكيرى)وهم على شكل أطفال صغار يرتدون ملابس خضراء ودائما ما يكون معهم الجنيات الصغيرة (Fairies)وهي على شكل كرة مضيئة لها جناحان وتطير دائما بجانب رؤوسهم فهي تساعدهم وتوجههم، (شجرة الديكو العظيمة) هي من تبعثها لهم، ومن أهم صفات الكوكيرى انهم لا يكبرون أبدًا ويظلون دائمًا صغارًا مهما طال عليهم الزمن.
- ريتو (Rito) وهم جنس من الطيور يجيدون الرماية.
- سكان سبروزيا (Subrosia)
- توكاي (Tokay)
- زونا (Zuna)
- مينيش (Minish): وينقسمون إلى مينيش الغابات والمدن والجبال.
- قبيلة الرياح (Wind Tribe)
- واتارارا (Watarara)
- شيغرامي (Shigrami)
- كاني (Kani)
- النقب (Nakup) أقوى وحش في الوجود.

## الأجزاء

### أسطورة زيلدا (The Legend of Zelda)
صدر الجزء الأول من اللعبة في يوليو عام 1987، لجهاز النينتندو إنترتينمنت سيستم. وبعد ذلك تم إعادة إصدار اللعبة مؤخراً لجهاز الچيم بوي أدفانس المحمول، في يونيو 2004.
في اللعبة يتحرر «غانون» (Ganon)، ملك الشر، من العالم المظلم ويأسر أميرة هايرول التي تسمى «زيلدا» (Zelda). قبل أن يقبض عليه، استطاعت زيلدا تحطيم القوى الثلاثية للحكمة (Triforce of Wisdom) وتبعثر قطعها الثمانية في كافة أنحاء هايرول. أقسم لينك (Link)، بطل اللعبة، على استعادة قطع القوى الثلاثية وإنقاذ الأميرة زيلدا من قبضة غانون.
في فبراير 1994 تم إعادة إصدار اللعبة في اليابان لجهاز فاميكوم دسيك سيستم.

### مغامرة لينك (The Adventure of Link)
الجزء الثاني صدر أيضاً على جهاز النينتندو إنترتينمنت سيستم، في ديسمبر 1988. كما تم إعادة إصداره للغيم بوي أدفانس في أكتوبر 2004.
يضع ساحر غامض لعنة على الأميرة زيلدا، مما يسب في انجرافها إلى النوم الأبدي. اكتشف لينك بأن الساحر قد هرب إلى الخراب القديم للقصر الكبير، وعلم بأن الطريقة الوحيدة لفتح باب القصر المغلق هي القيام باستبدال قطع بلورية سحرية.

### وصلة للماضي (A Link to the Past)
الجزء الثالث (A Link to the Past) صدر لجهاز السوبر نينتندو إنترتينمنت سيستم في أبريل 1992.
في قصة هذا الجزء يسيطر ساحر شرير يدعى «أغانيم» (Agahnim) على هايرول ويستعمل قوته لتحرير غانون من سجنه في العالم المظلم. وبعد إنقاذ الأميرة زيلدا من قبضة أغانيم، حرر لينك الحكماء السبعة، وقوى السدادات السحرية التي تحميهم من غانون.

### استيقاظ لينك (Link's Awakening)
صدر الجزء لالچيم بوي في أغسطس 1993. صدرت اللعبة مرة أخرى في ديسمبر 1998 لجهاز چيم بوي كولور، باسم "DX".
أثناء رحلة بحرية، ضل لينك طريقة فانحرف عن المسار الصحيح ووجد نفسه غارقاً في «جزيرة كوهولنت» (Koholint). بينما كان في الجزيرة، ساعد لينك العديد من سكنتها على استعادة ثمانية آلات الصفارات وأوقظ سمك الريح (Wind Fish).

### أكرينة الزمن (Ocarina of Time)
صدرت لجهاز نينتندو 64 في نوفمبر 1998، وكانت أول الألعاب ثلاثية الأبعاد في السلسلة.
ولد صغير، خدع لينك بواسطة «جانوندورف» (Ganondorf)، ملك «قبيلة قيرودو» (Gerudo). استعمل الشرير لينك للتمكن من دخول العالم المقدس (Sacred Realm)، حيث يضع أيديه الملوثة على القوى الثلاثية، ويحول هايرول إلى أرض قاحلة. صمم لينك على إصلاح المشاكل التي ساعد على خلقها، لذا وبمساعدة «راورو» (Rauru) سافر عبر الوقت لجمع قوى الحكماء السبعة.
صدر على جهاز الچيم كيوب في فبراير 2003 إصدار خاص من اللعبة يدعى "Master Quest". توافرت اللعبة بشكل محدود فقط للذين قاموا بالدفع المقدم لشراء لعبة أسطورة زيلدا: موقظ الرياح (The Wind Waker) قبل إصدارها. كان في هذا الإصدار زنزانات أكثر صعوبة، وألغاز معقدة، بالإضافة إلى قصة الأكرينة كما في الجزء الأصلي.
اللعبة أيضًا صدرت على جهاز النينتندو 3دي إس برسوم محسنة وإضافة خاصية ال (3D) أو الثلاثي الأبعاد.

### قناع ماجورا (Majora's Mask)
صدرت لجهاز نينتندو 64 أيضاً في أكتوبر 2000.
في اللعبة رمي لينك في عالم متوازٍ بواسطة «طفل الجمجمة» (Skull Kid)، ثم اكتشف بأن الأرض في خطر كبير. القوة المظلمة لأثر يسمى «قناع ماجورا» (Majora's Mask) أوقعت الخراب على مواطني «ترمينا» (Termina)، ولكن مشكلتهم العاجلة كانت القمر المحطم القادم نحو العالم. كان لدى لينك 72 ساعة فقط لكي يجد طريقة ما لإيقاف هبوط ذلك القمر.

### وحي السنين (Oracle of Ages)
صدرت لالچيم بوي كولور في مايو 2001.
باستعمال الطاقة الأسطورية للقوى الثلاثية، سافر لينك إلى أرض بعيدة تعرف باسم «لابرينا» (Labrynna) حيث تطور «فيران» (Veran)، ساحرة الظلال، مخططاً لتعديل ماضي لابرينا. سخرت فيران، بواسطة الخداع، «قوة نايرو» (Nayru)، وهي وحي السنين (Oracle of Ages)، وسافرت 400 سنة للماضي. قبل أن تكمل ساحرة الظلال مهمتها الشريرة، كان لابد على لينك بأن يستعمل قيثارة السنين (Harp of Ages) لإنقاذ العالم.

### وحي الفصول (Oracle of Seasons)
صدرت لالچيم بوي كولور في مايو 2001 أيضاً.
بعد الانتقال بطريقة سحرية إلى عالم واسع يدعى «هولودرم» (Holodrum)، شاهد لينك جنرال يسمى «أونوكس» (Onox) وهو يجلب عاصفة هائلة لأخذ وحي الفصول، واختطاف راقصة تدعى «دن» (Din). استعمل أونوكس قوة دن لتحويل قوات الطبيعة إلى فوضى، فقرر لينك محاولة إعادة السلام إلى تلك الأرض.

### السيوف الأربعة (Four Swords)
في ديسمبر 2002، تم إعادة إصدار لعبة أسطورة زيلدا: وصلة للماضي (A Link to the Past) مع بعض التعديلات، بالإضافة إلى لعبة أخرى وهي السيوف الأربعة (Four Swords)، لجهاز الچيم بوي أدفانس.
في السيوف الأربعة، يقوم ساحر الريح «فآتي» (Vaati) باختطاف الأميرة زيلدا، وحبسها في قصره. تعد اللعبة الأولى في السلسلة التي صممت لأكثر من لاعب.

### موقظ الرياح (The Wind Waker)
صدرت في مارس 2003 لجهاز الچيم كيوب.
لم تستطع عواطف لينك التحمل حينما اختطفت أخته بواسطة طائر عملاق. بعد بدأه رحلة بحرية ملحمية لتحديد موقع أخته، اكتشف لينك لغزاً عظيماً وتعلم تسخير قوة الرياح لدفع مركبه الشراعي من جزيرة إلى لأخرى.

### مغامرات السيوف الأربعة (Four Swords Adventures)
صدرت في يونيو 2004 لجهاز الچيم كيوب أيضاً.
لإحباط قوى رياح الشيطان «فآتي»، تحول لينك إلى القوى المخفية للسيوف الأربعة، مما جعله ينقسم لأربعة ألوان. سعى الأربعة للذهاب إلى منطقة العدو، وعبر زنزاناتها وألغازها. طريقة اللعب مشابهة لأسلوب زيلدا الكلاسيكي.

### قبعة المينيش (The Minish Cap)
صدرت في يناير 2005 لجهاز الچيم بوي أدفانس.
أرسل ملك هايرول لينك للذهاب إلى أماكن لم يتخيلها. باستعمال قوة قبعة خاصة تسمى «قبعة مينيش» (Minish Cap)، أصبح بإمكان لينك أن يتقلص ليستطيع استكشاف عالم قبائل مينيش السحري، وهم أناس صغراء جداً.

### أميرة الغسق (Twilight Princess)
صدرت مؤخراً في نهاية عام 2006 على جهاز ننتيندو الجديد الوي، وكذلك الچيم كيوب.
عندما سافر لينك إلى عالم الغسق، تحول إلى ذئب، وكان عليه أن يجول في الأرض بمساعدة بنت غامضة اسمها «ميدنا» (Midna). إضافة إلى سيفه ودرعه الوفيين، يستعمل لينك القوس والأسهم (بواسطة جهاز التحكم عن بعد الخاص بوي)، كما يخوض المعارك على ظهر الفرس، ويستعمل أدوات أخرى، جديدة وقديمة.

### الساعة الرملية الشبحية (Phantom Hourglass)
صدرت في الربع الأخير من عام 2007 على جهاز النينتندو دي إس المتنقل.
تتواصل القصة الملحمية «لأسطورة زيلدا: موقظ الرياح» (The Wind Waker) حينما يجد لينك نفسه ضاع ووحيد في بحار مجهولة لتبدأ مغامرة جديدة. تشتمل اللعبة على خاصية شاشة اللمس الحدسية والألغاز الإبداعية، وتعطي تحديات جديدة لمحبي السلسلة، وهي سهلة التعلم للاعبين الجدد لأسطورة زيلدا.

### الخطوط الروحية (Spirit Tracks)
صدرت هذه اللعبة آخر في عام 2009 على جهاز النينتندو دي إس. في هذه اللعبة يقود لينك قطار عبر أرض هايرول على خطوط سكة سحرية لأن ينقذ العالم والأميرة زيلدا. برغم أن الأميرة قد خطفة، روحها قد افترق من جسدها سحرياً، وروح زيلدا يساعد لينك في مهماته بطرق مختلفة.

### السيف المنحني إلى السماء (Skyward Sword)
في إي3 2009، لقد أعلنوا نينتندو بأن سوف يكون هناك لعبة زيلدا غير مسمى جديدة على نظام الوي وأنها سوف تطلق هذه اللعبة في 2010. في إي3 2010، لقد أظهروا نينتندو التفصيل الأولة للّعبة، التي تضم العنوان الرسميّ النهائيّ، والذي هو سكايورد سورد (Skyward Sword أو «السيف المنحني إلى السماء») وأيضاً كيفية اللعب بطرق جديدة مستخدماً جهاز الوي موشن بلاس (Wii MotionPlus) المتمدّد. أيضاً أعلنوا نينتندو بأن اللعبة سوف يتأخر إصدارها لحد سنة 2011 على الأقل.
- القصة هنا باختصار تبدأ بجزيرة في السماء تدعى «سكاي لوفت» (Skyloft) حيث السكان هناك يركبون طيور ملونة كبيرة، في هذه الجزيرة يعيش لنيك وصديقته زيلدا، لنيك كان يستعد لـ«حفل الجناح» (Wing Ceremony)، وهو جزء مهم للبدء بفرسان جدد من سكاي لوفت، بعد الحفل، بينما كان لينك وزيلدا يتجولون في السماء على الطيور ظهرت عاصفة مفاجئة مما أدت إلى سقوط زيلدا نحو الأرض، بعدها أُنقذ لنيك بواسطة «فاي» (Fi)، يصحى لينك بدون أي جروح في غرفته، بعد الحديث مع والد زيلدا يصمم لينك أن ينقذ صديقته زيلدا، وينزل إلى الأرض ومعه «سكايورد سورد» أو السيف المنحني إلى السماء يسعى لإنقاذ زيلدا من «غيريهم» (Ghirahim).

### وصلة بين العالمين (A Link Between Worlds)
صدرت هذه اللعبة آخر في عام 2013 على جهاز النينتندو 3دي إس.
قصة هذا الجزء هي محاولة إيقاف «يوقا» الذي يسعى إلى تحرير «جانوندورف» من الظلام، وإنقاذ الأشخاص الذين ينحدرون إلى الحكماء السبعة من «يوقا» الذي يريد تحويلهم إلى لوحات فنية إلى الأبد ، هنا تبدأ مهمة «لنيك» الشيقة لإنقاذهم .

### أبطال القوى الثلاثية (TriForce Heroes)
في هذا الجزء تكون القصة مختلفة نوعًا ما عن باقي أجزاء السلسلة ، القصة تكون في مملكة تدعى “هايتوبيا” ، مواطنو هذه المملكة مهووسون بالأزياء والموضة ، الأميرة “ستايلا” تمتلك قوة كبيرة على هايتوبيا حتى لعنتها ساحرة تُعرف بـ”ذا ليدي” أو «السيدة»، جعلت الأميرة ترتدي لباس قبيحة ولا يمكنها خلعها ، طلب الملك ”تافت” أبطال ليبطلوا هذه اللعنة عن الأميرة ، وهنا تبدأ المغامرة من جديد. صدرت اللعبة في أكتوبر 2015، يوجد في  اللعبة خاصية اللعب الجماعي لمتعة أكثر .

### نفس البرية (Breath of the Wild)
صوت مجهول يوقظ لينك من سبات دام 100 عام في مكان يدعى ضريح القيامة، ويجد نفسه فاقدا للذاكرة. يجد لينك لوحا يدعى لوح الشيكاه الذي يحتوي على قدرات سحرية، ثم يلتقي برجل عجوز يعرّفه على قدراته، فيكتشف انه روح ملك هيرول. بعدما يخبره الملك عما حدث قبل 100 عام، ينطلق لينك في رحلة لاستعادة ذاكرته ولإنقاد عالم هيرول من الكارثة غانون.

## ألعاب أخرى

### إصدار هواة الجمع (Collector's Edition)
في نوفمبر 2003 تم إصدار نسخة خاصة لجهاز چيم كيوب وهي عبارة عن مجموعة ألعاب لهواة جمع الألعاب، تحت اسم "Collector's Edition". تضمن الإصدار الألعاب التالية: أسطورة زيلدا، مغامرة لينك، أكرينة الزمن ، قناع ماجورا، بالإضافة إلى لعبة تجريبية (game demo) لموقظ الرياح (The Wind Waker).

### ألعاب أخرى
- زيلدا (Zelda)، عام 1989، لجهاز چيم آند واتش
- بي إس زيلدا (BS Zelda)، عام 1995، في اليابان فقط لجهاز سوبر نينتندو
- بي إس زيلدا: كوداي نو سيكيبان، عام 1997، في اليابان فقط لجهاز سوبر نينتندو

## المانغا والرسوم المتحركة
بين عامي 1989 و1990 تم إنتاج مسلسل كرتوني أمريكي مكون من 13 حلقة بناء على قصة اللعبة. عرض لأول مرة في قناة بوميرانغ. منذ 4 أغسطس 1997 حتى الآن يتم إصدار مانغا في اليابان خاص بأسطورة زيلدا. أعداد المانغا تشمل قصص أكرينة الزمن، وقناع ماجورا، ووحي الفصول/السنين، ومغامرات السيوف الأربعة، وقبعة المينيش.

## بضائع
- تم إصدار The Legend of Zelda-themed احتكار لعبة الطاولة في الولايات المتحدة في سبتمبر 2014.[7]
- تم إصدار لعبة لوحة Clue بأسلوب سلسلة The Legend of Zelda في يونيو 2017.[8]
- تم إصدار لعبة The Legend of Zelda على غرار UNO في فبراير 2018 ، حصريًا في GameStop في أمريكا الشمالية
- . تم إصدار إصدار محدود من Zelda للاحتفال بالذكرى السنوية الخامسة والعشرين لـ 3DS في 1 ديسمبر 2011 في أستراليا.

## الفيلم
في عام 2007 أنتج أستوديو إيماجي للرسوم المتحركة مقطعًا دعائيًا عن فيلم رسوم متحركة مقترح تجري أحداثه في عالم أسطورة زيلدا، وكان قد سبق لهذا الأستوديو إنتاج فيلمي رسوم متحركة، هما تي إم إن تي والولد الخارق. لكن نينتندو رفضت هذا العرض بسبب إخفاق فيلم سوبر ماريو برذرز الذي صدر عام 1993، وكانت ذكراه لا تزال ماثلة في الأذهان. وفي عام 2013 ذكر منتج السلسلة إيجي أنوما أن الشركة سترغب، في حال إنتاج فيلم، في اغتنام الفرصة لتضمينه لونًا من ألوان التفاعل مع الجمهور. وفي يونيو 2023 قيل إن نينتندو كانت على وشك إبرام صفقة مع شركتي إليمونيشن ويونيفرسال بيكتشرز، لإنتاج فيلم مقتبس عن أسطورة زيلدا بعد ما حققه فيلمهما سوبر ماريو بروس، الفيلم من نجاح، إلا أن المدير التنفيذي لشركة إليمونيشن «كريس ميليداندري» نفى تلك الأخبار في وقت لاحق من ذلك الشهر.
وبحلول نوفمبر 2023 كانت نينتندو قد شرعت في تحضير فيلم مصور عن أسطورة زيلدا مع شركة سوني بيكتشرز التي تساهم في تمويل الفيلم وتتولى توزيعه في جميع أنحاء العالم. وقد عُيّن ويس بال مخرجًا للفيلم، بينما يشترك في إنتاجه شيغيرو مياموتو، وآفي آراد، وكذلك «بال» وشريكه «جو هارتويك جونيور» من خلال شركتهما «أود بول إنترتينمنت» (بالإنجليزية: Oddball Entertainment).
وبرغم أن اختيار الممثلين لم يكن قد جرى بعد فقد صرّحت المؤدية الصوتية لشخصية زيلدا ، باتريشيا سامرست، برغبتها في تجسيد دور الأميرة مرة أخرى، وكذلك فعلت الممثلة الأمريكية هانتر شيفر. وقد تقرر طرح الفيلم عالميًا في 26 مارس 2027.